# 복굴절

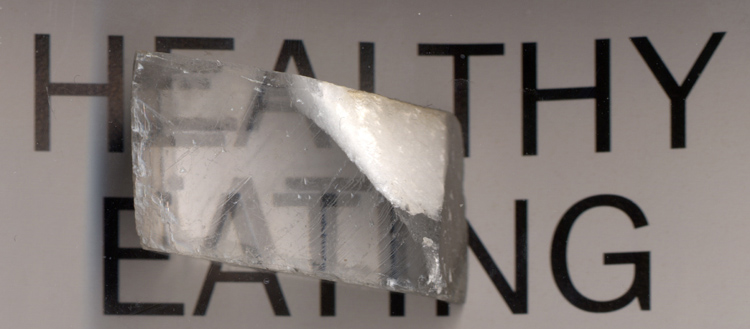
복굴절을 일으키는 방해석.

복굴절(複屈折)은 방해석이나 몇몇 보석류 같이 광학적으로 이방성인 매질 내에서 빛의 편광 방향에 대한 굴절률이 다른 경우, 입사한 빛의 파장이 같더라도 굴절률이 달라 빛이 갈라지는 현상을 말한다. 이 현상은 매질의 구조가 이방성인 경우에만 나타난다. 매질이 하나의 이방성축(광축)을 가질 때, 복굴절은 편광에 대해 서로 다른 두 방향의 굴절률 때문에 나타난다.
전기장의 진동 방향(즉, 빛의 편광 방향)이 광축에 대해 수직한 방향의 굴절률을 no, 수평한 방향의 굴절률을 ne이라고 했을 때, 복굴절의 정도는 다음과 같이 정의한다.
{\displaystyle \Delta n=n_{e}-n_{o}\,}
여기서 o는 정상광선(正常光線), e는 이상광선(異常光線)을 뜻하는 것이다.
이때 {\displaystyle n_{e}<n_{o}\,}인 경우 음의 복굴절(nagative birefringence)을, {\displaystyle n_{e}>n_{o}\,}인 경우 양의 복굴절(positive birefringence)을 갖는다고 한다.

## 같이 보기
- 편광
- 굴절률
- 파장판